# 王子神谷駅
王子神谷駅（おうじかみやえき）は、東京都北区王子五丁目にある、東京地下鉄（東京メトロ）南北線の駅である。駅番号はN 17。

## 歴史
- 1991年（平成3年）11月29日：開業[2]。なお、計画中の駅名の仮称は「神谷橋」だった。
- 2004年（平成16年）4月1日：帝都高速度交通営団（営団地下鉄）民営化に伴い、当駅は東京メトロに継承される[3]。
- 2007年（平成19年）3月18日：ICカード「PASMO」の利用が可能となる[4]。
- 2015年（平成27年）3月13日：発車メロディを変更[5]。

### 駅名の由来
隣り合った地名、王子と神谷に由来する。「王子」を冠したのは、日比谷線に神谷町駅が存在するため、混同防止の意味合いもある。

## 駅構造
相対式ホーム2面2線を有する地下駅で、スクリーンドアが設置されている。当路線で相対式ホームを有するのは当駅と白金台駅のみである。地下1階は改札口と駅事務室、地下2階はコンコースと空調機械室、変電所（王子地下変電所）などがあり、さらに王子検車区地下2階部と連絡している。トイレは改札内の地下2階コンコースと地下1階コンコース（多機能トイレ）に設置されている。
王子検車区との出入庫の為、A線（赤羽岩淵駅方面）B線（目黒駅方面）共に当駅始発があるほか、A線は当駅止まりの列車がある。

### のりば
| 番線 | 路線   | 行先                   |
| ---- | ------ | ---------------------- |
| 1    | 南北線 | 赤羽岩淵・浦和美園方面 |
| 2    | 南北線 | 目黒方面               |

（出典：東京メトロ:構内図）

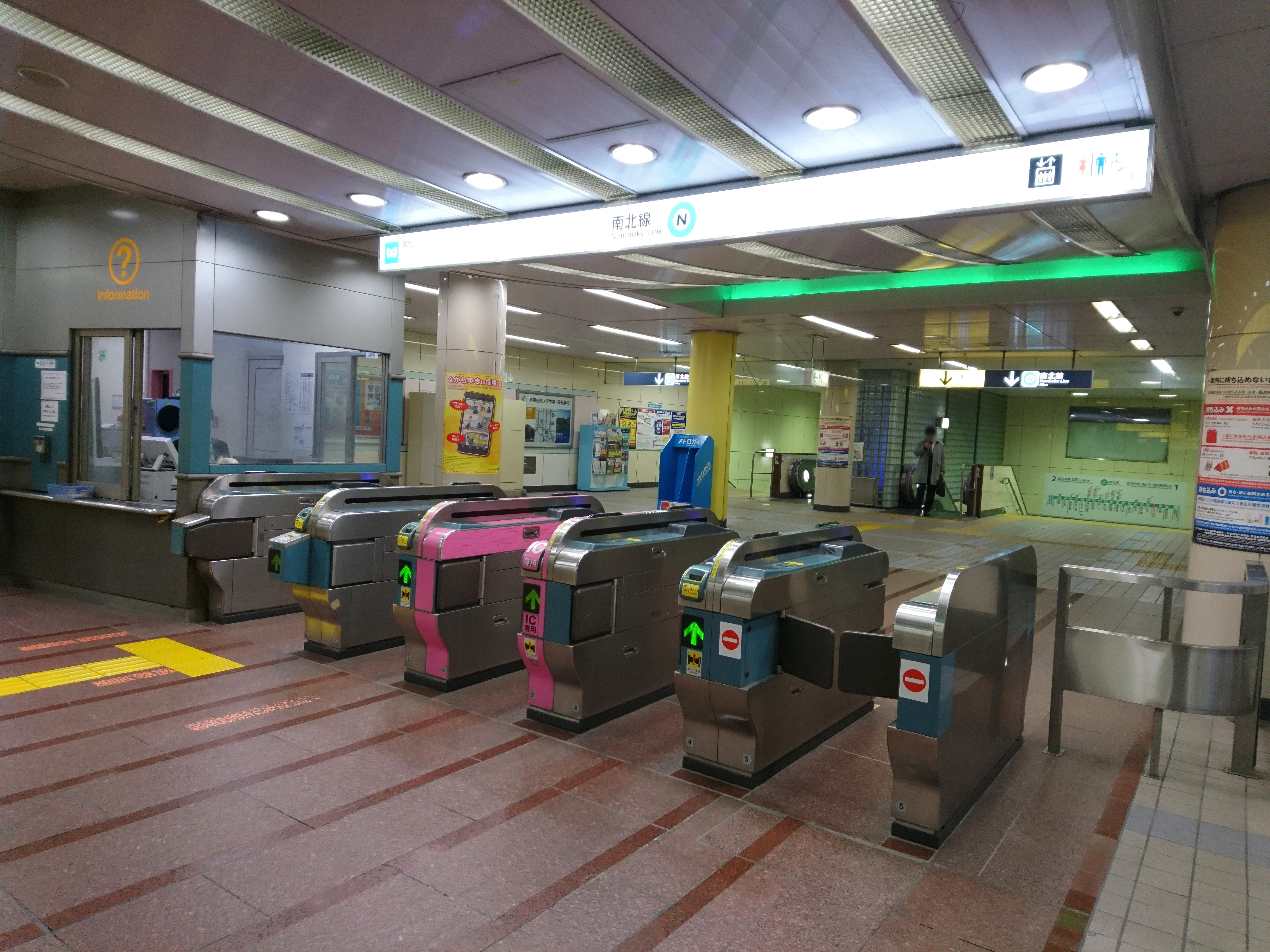
改札口（2019年1月）
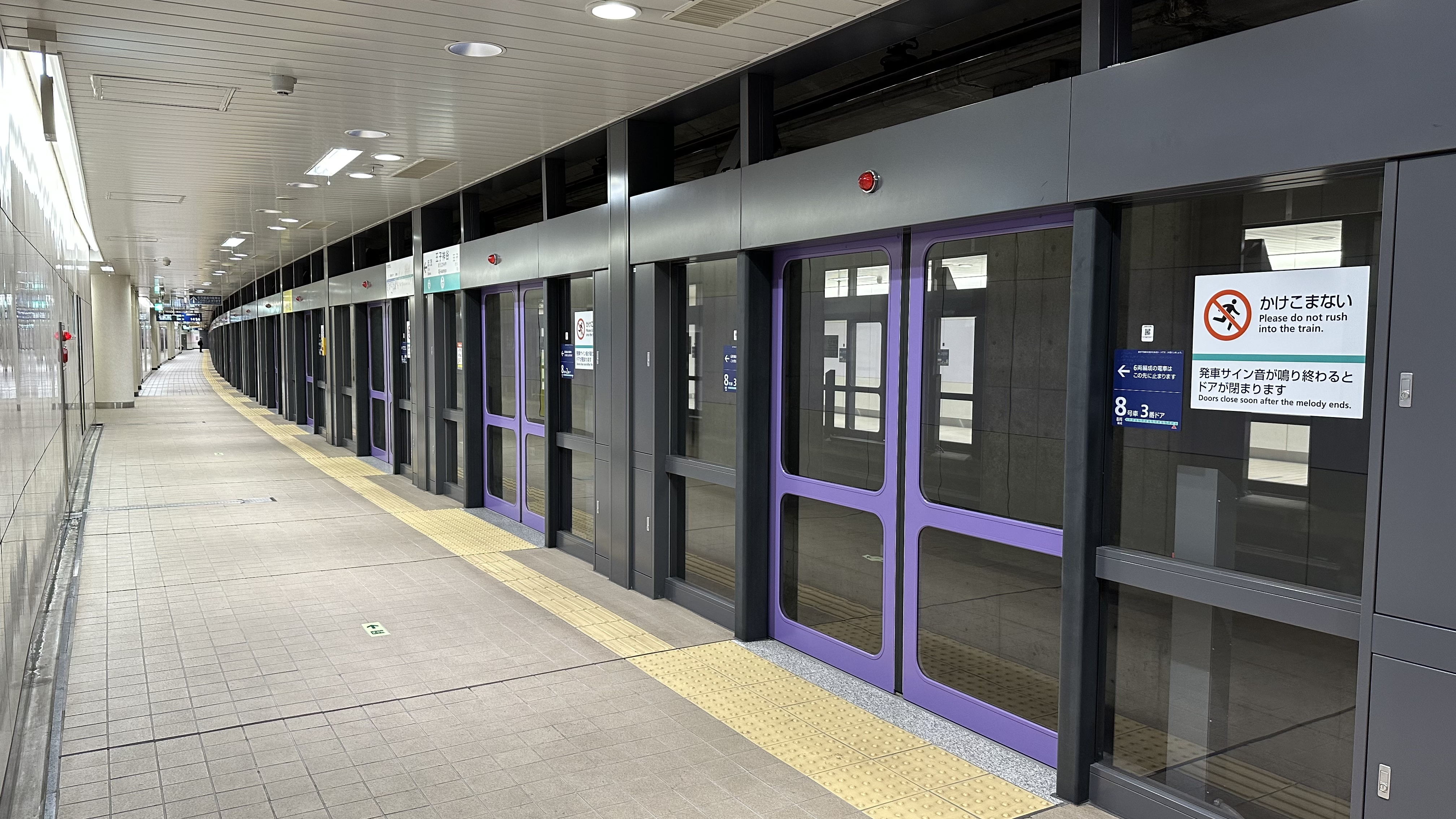
ホーム（2023年5月）

### 発車メロディ
開業時から吉村弘作曲の南北線全駅共通の発車メロディ（発車サイン音）を使用していたが、2015年3月13日にスイッチ制作の当駅オリジナルのメロディに変更されている。
曲は1番線が「小さなオルゴール」（山崎泰之作曲）、2番線が「いつもの駅で」（福嶋尚哉作曲）である。

## 利用状況
2024年度の1日平均乗降人員は36,275人であり、東京メトロ全130駅中103位。
近年の1日平均乗降・乗車人員推移は下表の通りである。
| 年度               | 1日平均 乗降人員 | 1日平均 乗車人員 | 出典     |
| ------------------ | ---------------- | ---------------- | -------- |
| 1991年（平成03年） |                  | 4,516            | [ * 1 ]  |
| 1992年（平成04年） |                  | 4,658            | [ * 2 ]  |
| 1993年（平成05年） |                  | 4,959            | [ * 3 ]  |
| 1994年（平成06年） |                  | 5,066            | [ * 4 ]  |
| 1995年（平成07年） |                  | 5,074            | [ * 5 ]  |
| 1996年（平成08年） |                  | 9,636            | [ * 6 ]  |
| 1997年（平成09年） |                  | 10,263           | [ * 7 ]  |
| 1998年（平成10年） |                  | 10,866           | [ * 8 ]  |
| 1999年（平成11年） |                  | 11,044           | [ * 9 ]  |
| 2000年（平成12年） |                  | 11,663           | [ * 10 ] |
| 2001年（平成13年） |                  | 12,244           | [ * 11 ] |
| 2002年（平成14年） | 23,207           | 12,022           | [ * 12 ] |
| 2003年（平成15年） | 24,231           | 12,552           | [ * 13 ] |
| 2004年（平成16年） | 24,895           | 12,874           | [ * 14 ] |
| 2005年（平成17年） | 25,664           | 13,252           | [ * 15 ] |
| 2006年（平成18年） | 26,652           | 13,773           | [ * 16 ] |
| 2007年（平成19年） | 29,129           | 14,932           | [ * 17 ] |
| 2008年（平成20年） | 29,820           | 15,175           | [ * 18 ] |
| 2009年（平成21年） | 29,957           | 15,310           | [ * 19 ] |
| 2010年（平成22年） | 31,646           | 16,139           | [ * 20 ] |
| 2011年（平成23年） | 31,410           | 16,065           | [ * 21 ] |
| 2012年（平成24年） | 32,685           | 16,644           | [ * 22 ] |
| 2013年（平成25年） | 33,666           | 17,132           | [ * 23 ] |
| 2014年（平成26年） | 33,949           | 17,230           | [ * 24 ] |
| 2015年（平成27年） | 33,695           | 17,109           | [ * 25 ] |
| 2016年（平成28年） | 34,592           | 17,548           | [ * 26 ] |
| 2017年（平成29年） | 35,406           | 17,956           | [ * 27 ] |
| 2018年（平成30年） | 37,610           | 19,079           | [ * 28 ] |
| 2019年（令和元年） | 37,449           | 18,997           | [ * 29 ] |
| 2020年（令和02年） | 27,523           |                  |          |
| 2021年（令和03年） | 28,761           |                  |          |
| 2022年（令和04年） | 31,896           |                  |          |
| 2023年（令和05年） | 34,794           |                  |          |
| 2024年（令和06年） | 36,275           |                  |          |

備考
1. ↑  1991年11月29日開業。開業日から翌年3月31日までの計124日間を集計したデータ。

## 駅周辺
駅の東側には王子検車区がある。また、かつて西側には日本貨物鉄道（JR貨物）の北王子駅（2014年廃止）があった。
- 神谷堀公園
- 高層住宅群（UR賃貸住宅王子五丁目団地、都営王子五丁目アパートなど）
- 北区立王子小学校
- 北区立王子桜中学校
- 北区立王子第一小学校
- 北区立明桜中学校
- 東京都立飛鳥高等学校
- 東京都立足立新田高等学校
- 東京成徳大学中学校・高等学校
- 王子消防署
- 東京都北児童相談所
- 北区立いきがい活動センター（きらりあ北）
- ハローワーク王子
- 王子郵便局
- 王子五郵便局
- 八木病院
- 神谷病院
- 東十条商店街
- なとり本社
- トンボ鉛筆本社
- ニトリ東京本部
- ニトリ 赤羽店
- 国道122号（北本通り）
- 東京水辺ライン（東京都公園協会が運航）神谷発着場
- シアター・バビロンの流れのほとりにて
- サミットストア 王子桜田通り店
- サミットストア 王子店
- ジャパンミート王子店

## バス路線
王子五丁目
- 北本通り北行（1番出入口前）
  - 都営バス
    - 王40出入 - 北車庫前行
    - 王57 - 赤羽駅東口行・北車庫前行
    - 王49 - 千住車庫前行・江北駅前行
    - 王49折返 - 足立区役所行
    - 王78 - 新宿駅西口行・杉並車庫前行

  - 国際興業バス
    - 王54・王54-2 - 上板橋駅行

  - 東武バスセントラル
    - 王30 - 亀有駅北口行 ※1日2本のみ
    - 深夜31 - 西新井駅西口行 ※運休中
- 北本通り南行（2番出入口前）
  - 都営バス
    - 王41・王45・王49・王49折返・王78 - 王子駅前行
    - 王40出入 - 西新井駅前行・池袋駅東口行・王子駅前行
    - 王57 - 豊島五丁目団地行

  - 国際興業バス
    - 王54 - 王子駅行

  - 東武バスセントラル
    - 王30 - 王子駅行 ※1日2本のみ

## 隣の駅
東京地下鉄（東京メトロ）
 南北線
王子駅 (N 16) - 王子神谷駅 (N 17) - 志茂駅 (N 18)